# Чуб Олександр Сергійович
Олекса́ндр Сергі́йович Чуб (нар. 15 лютого 1995, Харків — 19 червня 2022, Сіверськодонецьк, Луганська область) — український військовослужбовець, молодший лейтенант. Учасник російсько-української війни. Герой України (2022, посмертно).

## Життєпис
Народився 15 лютого 1995 в Харкові.
Навчався у військовому ліцеї імені Івана Богуна у Києві. Був переведений у цивільний ліцей, оскільки в його матері була невиліковна хвороба, і коли йому було 13 років, вона померла. Закінчив авіакосмічний ліцей імені Ігоря Сікорського.
З 2016 виконував бойові завдання у зоні проведення АТО у складі 8 полку Сил спеціальних операцій. Потім був інструктором з рукопашного бою у Військовому інституті Київського національного університету імені Тараса Шевченка.
З лютого 2022 року у складі підрозділу спеціального призначення ГУР МО України виконував низку спеціальних та бойових завдань.
Добровольцем вступив до лав ЗСУ, брав участь у боях за Київ. У квітні виконував спеціальні завдання на півдні України.
Був першим, хто висадився на скелястий ґрунт Зміїного з повітря і з кулеметом пробивав шлях побратимам в умовах переважаючих сил окупантів, адже значна їх частина маскувалася в скелястих природних печерах. На той час до кінця виконати місію не вдалося, однак саме ця операція дала змогу спланувати наступні, які, зрештою, завершилися успіхом.
У червні приступив до виконання завдань в Сєвєродонецьку, Луганської області. Загинув 19 червня 2022 під час штурму вогневих позицій ворога. Зазнав численних вогневих поранень, несумісних з життям. Розуміючи це, він наказав побратимам не забирати його, бо інакше вибратися живими їм би точно не вдалося.
7 вересня 2022 р. Президент України Володимир Зеленський в Білій залі Героїв України Маріїнського палацу у Києві вручив нагородні атрибути звання Герой України членам родини молодшого лейтенанта Олександра Чуба.
Три місяці росіяни не віддавали тіло Олександра, весь час переносили дату обміну.

## Нагороди
- Звання Герой України з удостоєнням ордена «Золота Зірка» (2022, посмертно).[4]

## Вшанування пам'яті
На будівлі авіакосмічного ліцею, де навчався Олександр, 15 грудня 2022 року було встановлено пам'ятний знак. На відкритті були присутні члени родини, учні ліцею, бойові побратими, представники воєнної розвідки та Міністерства оборони України.
У березні 2024 року на фасаді будинку у Святошинському районі Києва, де жив Олександр, встановили меморіальну дошку, а побратими виготовили йому пам'ятник — лицар з автоматом у руці.